# 三光寺 (山県市)
三光寺（さんこうじ）は、岐阜県山県市富永にある真言宗醍醐派の寺院。通称、山あじさいの寺、あじさい寺。境内には140余品種9千株の山あじさいが植えられ、この地方では最大規模という。6月初旬から7月初旬が見ごろである。この時期には毎年「あじさい祭り」が開催される。

## 沿革
伝承によれば、大同年間に弘法大師がこの地に滞在したことがはじまりとされ、江戸時代明暦年間（1656年頃）、春長律師が霊跡の再興を行っていた際、この地の武儀川（長良川支流）の渕で輝くものを見つける。村人とともに淵を探すと、薬師如来像、阿弥陀如来像、聖観音像の三体の仏像が埋もれていたという。これらの仏像を安置し、三光寺と名づけたという。

## 交通アクセス
岐阜バス岐北線「富永」バス停が最寄である。徒歩8分。
- JR岐阜駅バスターミナル
  - 11番のりば　「谷合」「塩後」行き
- 名鉄岐阜のりば
  - 4番のりば　「谷合」「塩後」行き